# Jaźwinka (Wężowice)
Jaźwinka (do 1945 r. Dachsberg) – przysiółek wsi Wężowice w Polsce, położony w województwie opolskim, w powiecie namysłowskim, w gminie Świerczów.
W latach 1975–1998 przysiółek administracyjnie należał do ówczesnego województwa opolskiego.
Nazwa przysiółka wywodzi się od żyjących w pobliskich lasach borsuków (staropolska nazwa tego ssaka to jaźwiec).